# بيتر لارسون (متزحلق)
بيتر لارسون (بالسويدية: Peter Larsson)‏ هو متزحلق سويدي، ولد في 10 نوفمبر 1978 في لوليو في السويد.

## وصلات خارجية
- بيتر لارسون على موقع الاتحاد الدولي للتزلج (التزلج الريفي) (الإنجليزية)
- بيتر لارسون على موقع أوليمبيديا (الإنجليزية)
- بيتر لارسون على موقع اللجنة الأولمبية السويدية (السويدية)